# Carl Emil Fenger
Carl Emil Fenger, född den 9 februari 1814, död den 21 september 1884, var en dansk läkare och  statsman, bror till Peter Andreas, Johannes Ferdinand och Rasmus Theodor Fenger.
Fenger blev student 1829 samt avlade kirurgisk examen 1835.  Efter att 1836-39 ha studerat vid främmande universitet, särskilt i Paris, blev han medicine licentiat 1840, doktor 1842, lektor i patologi 1843, ordinarie professor 1850 och var därjämte överläkare vid Frederiks-hospitalet i Köpenhamn 185159. Som klinisk lärare samlade han omkring sig ett stort antal adepter och främjade det medicinska studiet genom att hävda vikten av patologiska experiment. Även tog han viktig del i flera hygieniska åtgärder.
Därjämte spelade Fenger en framstående politisk roll. Åren 1850-52 var han medlem av folketinget och blev "ordfører" (sekreterare) i finansutskottet. Som sådan utövade han stort inflytande på finanslagförslagets uppsättning och behandling samt sökte i synnerhet ge detsamma klarhet och formell korrekthet. År 1856 invaldes Fenger i riksrådet och blev även då finansutskottets ordfører. I maj 1859 blev han finansminister och kvarstod - med ett kort avbrott - på den posten till slutet av 1863.
Två stora reformer genomförde han som minister: den inhemska skuldens konsolidering och 1863 års tullag, varemot hans stora sparsamhetsiver kom att skada försvarsväsendets utveckling. Åren 1861-76 var Fenger åter ledamot av folketinget och utvecklade stor verksamhet som ordfører i finansutskottet 1865-69 och som ordfører vid antagandet av de nya lagarna om härens och flottans organisation 1867-68. Under perioden maj 1870-mars 1872 innehade han åter finansportföljen.
Åren 1875.83 var han borgmästare i Köpenhamn för finans- och sjukvårdsavdelningen. Sedan 1853 var Fenger dessutom ledande medlem av Sundhetskollegium och sedan 1856 direktör för Veterinær- og landbohøjskolen samt hade under årens lopp säte i en mängd viktiga kommittéer och styrelser, bland annat 1872 i den skandinaviska myntkommissionen. Sedan 1866 var Fenger geheimeetatsråd.